# Ga Hạ Long
Ga Hạ Long là một nhà ga xe lửa tại phường Việt Hưng, tỉnh Quảng Ninh. Nhà ga là một điểm của đường sắt Kép - Cái Lân và nối với ga Yên Cư với ga Cái Lân.
Nhà ga đã không hoạt động từ khoảng tháng 4/2020 và chưa biết khi nào sẽ hoạt động trở lại.
| Ga trước Yên Cư | Đường sắt Việt Nam Đường sắt Kép - Cái Lân | Ga sau Cái Lân |